# Enric Ortí i Martín
Enric Ortí i Martín (Barcelona, 9 de març de 1966) és el primer tenora de la Cobla Sant Jordi - Ciutat de Barcelona i compositor de sardanes. L'any 2006 va guanyar amb una àmplia majoria la divuitena edició del premi de La Sardana de l'Any amb Essència d'aplec.

## Biografia
Ortí començà a estudiar música als 8 anys al Conservatori Superior Municipal de Música de Barcelona, on va estudiar solfeig, teoria, cant coral i harmonia. Va estudiar tenora amb professors com Emili Mas Oliver, Francesc Elias, Josep Colomer i Ricard Viladesau, saxòfon amb Adolf Ventas i flauta travessera amb Núria Taulé. A la infància, va viure en un ambient sardanista, i es va unir a la Cobla Jovenívola de Sabadell a l'edat de 9 anys. Va debutar com a tenora solista en un espectacle el 1976, i va obtenir el premi del músic jove 6 anys més tard. Va actuar en molts llocs i amb molts artistes, i també imparteix classes de tenora i fa conferències sobre la tenora. Va deixar la Cobla Jovenívola després de 32 anys per unir-se a la Cobla Sant Jordi - Ciutat de Barcelona.

## Compositor

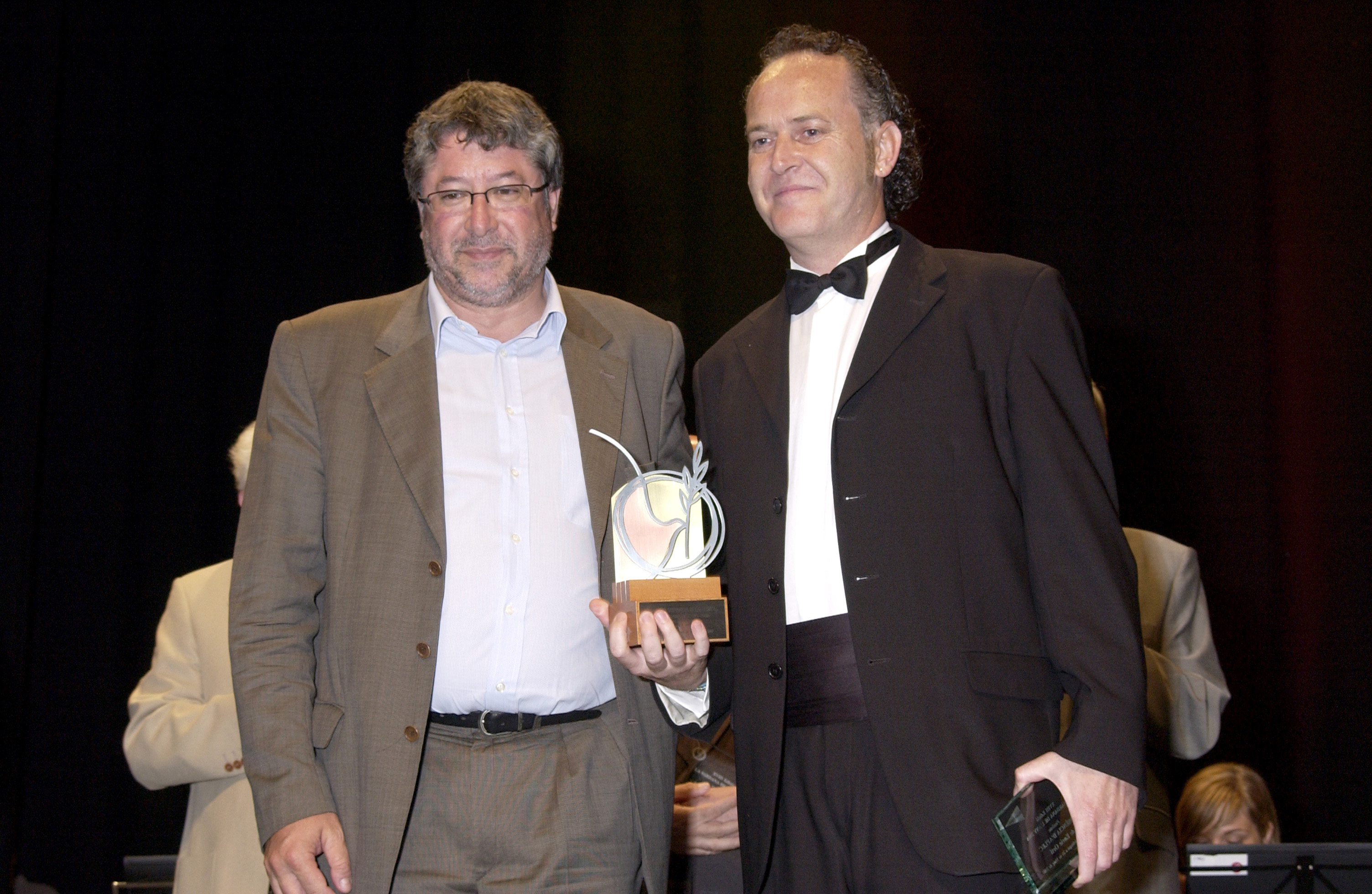
Enric Ortí rebent el premi a la Sardana de l'Any 2006 per Essència d'aplec

L'any 1997, s'inicià en la composició amb la sardana Complaença, dedicada a la seva filla Júlia. Fins ara n'ha compost 44, entre elles Terra de cavallers, dedicada a la seva nova cobla Sant Jordi en commemoració del seu 25è aniversari, al Cicle de Música de Cobla del 31 de gener de 2009. En aquesta sardana, Enric Ortí va evidenciar la capacitat de contraposar genialment la contenció melòdica i l'expansió expressiva.
El principal èxit com a compositor li va arribar l'any 2006 quan va obtenir el vot de gairebé tres-cents assistents al concert de la final del concurs La Sardana de l'Any, que premia la sardana més popular d'entre les més de 240 estrenades aquell any. Essència d'aplec, una sardana dedicada a l'aplec de Santiga, Santa Perpètua de Mogoda, va permetre a Enric Ortí millorar el primer accèssit que havia aconseguit en l'edició anterior amb Petons de matinada. Novament en l'edició del 2007, és finalista amb 30 anys a sac, obtenint finalment el segon accèssit.
Enric Ortí, sardanes va ser el seu primer disc totalment dedicat al compositor. Amb catorze sardanes que van des de la seva primera Complaença del 1997 fins a la darrera Per això t'ho dic, del 2011, dedicada al comiat professional de Martí Trilla. Fou enregistrat amb la Cobla Sant Jordi-Ciutat de Barcelona sota la direcció de Tomàs Grau. El 2015 va aparèixer el disc Sardanes d'Enric Ortí (vol. 2), enregistrat de nou per la Sant Jordi.

## Sardanes

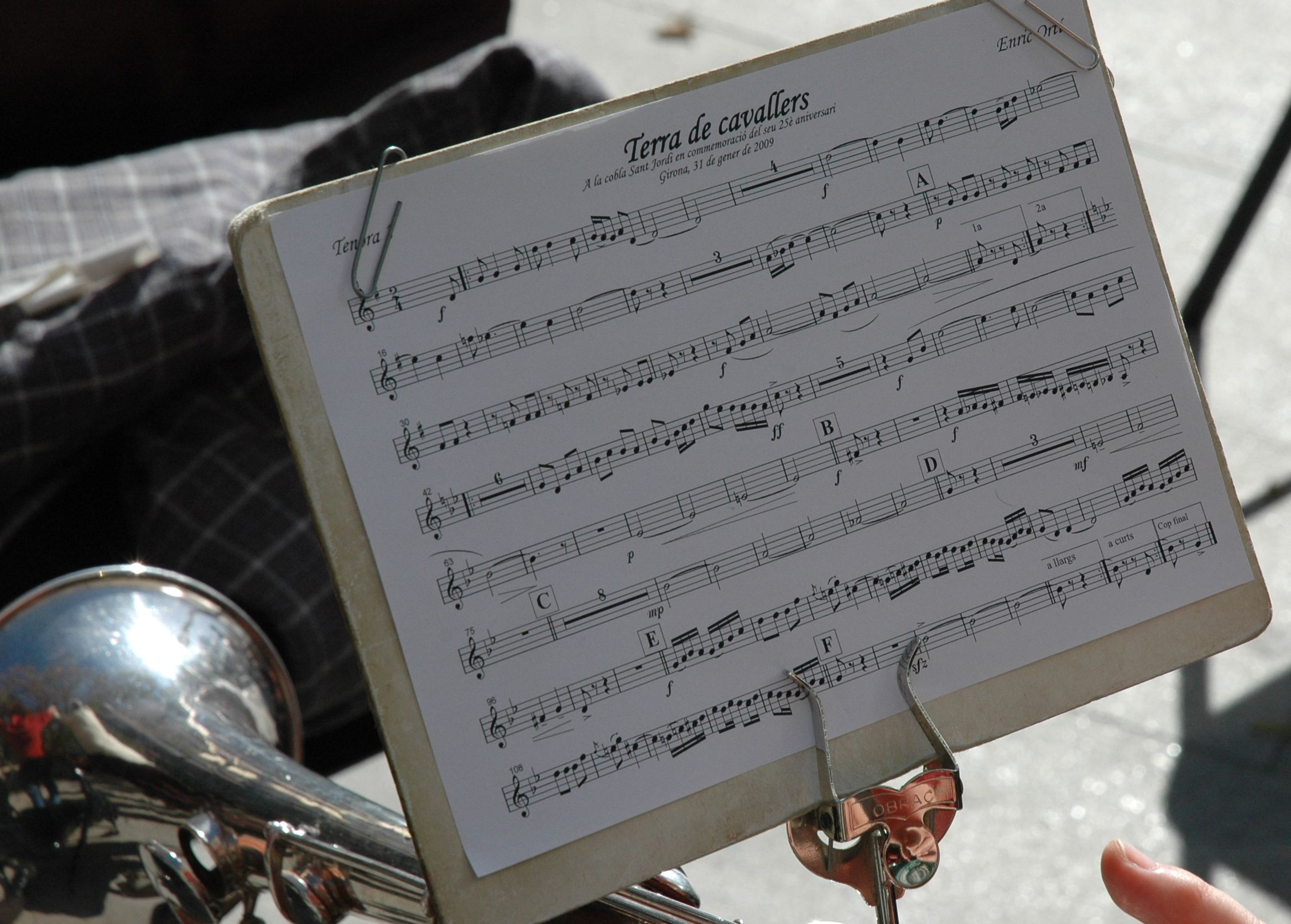
Partitura del segon tenora de Terra de cavallers

| - Complaença (1997) Obligada de tenora - Desig particular (1997) - Quan tot quedi lluny (1998) - El claustre de Breda (1998) - Pou de glaç (1998) - Tot dibuixant carícies (1999) - Sincerament, Eduard (1999) - Per un camí d'argent (2000) - Empremta d'or a Calella (2000) - Que el demà sigui llarg (2001) - Perpetuant amistats (2001) - El Cercle de Xènius (2001) - Record de cada instant (2002) - Petons de matinada (2005) Premi:Sardana de l'Any (1r accèssit) - Essència d'aplec (2006) Premi:Sardana de l'Any - 30 anys a sac (2007) Premi:Sardana de l'Any (2n accèssit) | - Sempre un somriure (2007) - Sis de set (2008) - El tarannà del poble (2008) - Terra de cavallers (2009) - Sabadell a la Sardana (2009) - Ballades a la Damunt (2009) - Avi Botet (2009) - Somnis de fidelitat (2011) - Per això t'ho dic (2011) - Esperit sardanista (2012) - Cors robats (2014) - Arpes del bosc (2014) - Camí ral (2015) - Som-hi, que s'acaba! (2015) - Aprofitem els moments (2015) - Memòries compartides (2016) - 3/4 de 100 (2016) | - Tona 75 Aplec (2017) - Trentena i amunt (2017) - Discreta melangia (2018) 1r accèssit Premi de la crítica La Sardana de l'any - Lídia (2019) - Belle Époque (2020) - Setanta febrers (2020) - Joc de mans (2021) Obligada de tible - Viatge a Tvórog (2021) |